# Gorzelnia w Białaczowie
Gorzelnia w Białaczowie – gorzelnia wybudowana w latach 1909-1910 lub później w Białaczowie, w powiecie opoczyńskim, w województwie łódzkim. Obiekt wpisany do gminnej ewidencji zabytków gminy Białaczów.

## Historia
Według lokalnej tradycji gorzelnia w Białaczowie istniała od niepamiętnych czasów. Obecnie istniejący budynek wybudowano w latach 1909-1910 w miejscu, gdzie uprzednio znajdował się kościół. Gorzelnia zasilana była lokomobilą o sile 25 KM. W okresie międzywojennym gorzelnia zatrudniała 10 pracowników i produkowała rocznie ok. 84 tysiące litrów spirytusu. Budynek nie ulegał istotnym przebudowom: jest to budynek murowany z cegły, częściowo parterowy (kotłownia) a częściowo jednopiętrowy z poddaszem. Posiada komin okrągły z cegły o wysokości ok. 40 m. Pierwotnie gorzelnia stanowiła część majątku Zygmunta Broel-Platera. W okresie PRL (lata 60. XX w.) była czynna, a wyposażenie zostało unowocześnione.